# Церковь Святого Григория Просветителя (Ереван)
Церковь Святого Григория Просветителя (арм. Սուրբ Գրիգոր Լուսավորիչ եկեղեցի, Сурб Григор Лусаворич екехеци) — разрушенная до основания армянская церковь в центре Еревана, стоявшая на месте современной школы имени Егише Чаренца по улице Амиряна.

## История
Строительство церкви Сурб Григор Лусаворич началось в 1869 году на пожертвования двух ереванцев - Григора Казаряна и Геворга Тер-Саакяна. Однако, по финансовым обстоятельствам, работы велись с перерывами, поэтому строительство завершилось только в 1900 году. Через два года, в 1902 году, к восточной стороне церкви была пристроена колокольня. Храм снесли по решению советского правительства в 1939 году. Церковь и колокольня так хорошо слились с архитектурным ансамблем Еревана, что уничтожение этого храма стало большой потерей для панорамы города.

## Современность
На месте церкви, на улице Амиряна, сегодня стоит школа имени Е.Чаренца.